# Moumen Bourekba
Moumen Bourekba (* 19. März 1988) ist ein algerischer Leichtathlet, der sich auf den Diskuswurf spezialisiert hat.

## Sportliche Laufbahn
Erste internationale Erfahrungen sammelte Moumen Bourekba im Jahr 2010, als er bei den Afrikameisterschaften in Nairobi mit einer Weite von 50,96 m den sechsten Platz im Diskusbewerb belegte. Im Jahr darauf nahm er an den Afrikaspielen in Maputo teil und gelangte dort mit 52,47 m auf Rang vier und 2021 gewann er bei den Arabischen Meisterschaften in Radès mit 58,44 m die Silbermedaille hinter dem Kuwaiter Essa Mohamed al-Zenkawi. Im Jahr darauf belegte er bei den Afrikameisterschaften in Port Louis mit 50,48 m auf den sechsten Platz, ehe er bei den Mittelmeerspielen in Oran mit 55,93 m auf Rang elf gelangte.
In den Jahren von 2010 bis 2012 sowie 2016, 2017 und 2019 wurde Bourekba algerischer Meister im Diskuswurf.